# Adil Rami
Adil Rami - em árabe, عادل رامي‎ - (Bastia, 27 de dezembro de 1985) é um ex-futebolista francês que atuava como zagueiro.

## Carreira
No dia 1 de julho de 2015, foi contratado pelo Sevilla por quatro temporadas.
Em 2019, teve seu contrato rescindido com o Olympique de Marselha por um motivo curioso: participou do programa Fort Boyard enquanto seu time treinava para a temporada.

## Seleção Francesa
Estreou pela Seleção Francesa principal no dia 11 de agosto de 2010, em um amistoso contra a Noruega.
Substituiu Raphaël Varane, cortado por lesão, do elenco vice-campeão da Euro 2016. Foi convocado para a Copa do Mundo de 2018 devido a uma lesão do zagueiro Laurent Koscielny.  Após a conquista do título mundial, se aposentou da Seleção Francesa.

## Títulos
Lille
- Campeonato Francês: 2010–11
- Copa da França: 2010–11

Sevilla
- Liga Europa da UEFA: 2015–16

Seleção Francesa
- Copa do Mundo FIFA: 2018

## Prêmios individuais
- Equipe (Melhor Onze) Campeonato Francês: 2010–11
- Ordem Nacional da Legião de Honra: 2018